# Síndrome Pibloktoq
Síndrome Pibloktoq ou histeria ártica é uma síndrome cultural que ocorre exclusivamente em comunidades esquimós do Ártico. Os sintomas incluem histeria, coprofagia, depressão, agitação e atos de obscenidades, acometendo mais as mulheres do que os homens.
Estudos sugerem que esta síndrome pode estar ligada ao tipo de alimentação de tais povos, pois possuem deficiência de cálcio e excesso de vitamina A.